# ميخائيل ستيوارت (كاتب)
ميخائيل ستيوارت (بالإنجليزية: Michael Stewart)‏ هو كاتب بريطاني، ولد في يونيو 1945.

## وصلات خارجية
- ميخائيل ستيوارت على موقع IMDb (الإنجليزية)